# Estación Facundo de Zuviría
Facundo de Zuviría era una estación ferroviaria ubicada en la ciudad de El Carril, departamento de Chicoana, Provincia de Salta, Argentina.

## Servicios
No presta servicios de pasajeros ni de cargas. Sus vías corresponden al Ramal C13 del Ferrocarril General Belgrano.
En su edificio se encuentra la Dirección de Turismo de la Municipalidad de El Carril.

## Historia
La estación fue construida por el estado argentino en el Ramal C13 como parte de la red de vía métrica del Ferrocarril Central Norte. En 1949 pasó a formar parte del Ferrocarril General Belgrano.
La estación fue clausurada en 1977.

## Toponimia
Debe su nombre a Facundo Zuviría jurisconsulto y político salteño. Fue diputado y presidente del Congreso Nacional que culminaría con la sanción de la Constitución Argentina de 1853, además de haber sido senador nacional, ministro de Relaciones Exteriores y presidente nominal de la Corte Suprema de Justicia de la Nación Argentina.